# Нана (покрајина)
Нана је једна од 45 покрајина Буркине Фасо. Налази се у Источној регији. Њен главни град је Богенд. Према попису из 2006, покрајина Нана броји 407.739 становника.